# زمین‌لغزش کمبری (۲۰۱۵ میلادی)
حادثه زمین‌لغزش کمبری (انگلیسی: El Cambray Dos landslide) شامگاه پنج‌شنبه ۱ اکتبر ۲۰۱۵ برابر با ۹ مهر ۱۳۹۴ در روستای «کمبری» در ۱۵ کیلومتری گواتمالاسیتی پایتخت کشور گواتمالا رخ داد. تا کنون در اثر این حادثه دست کم ۱۳۱ نفر، از جمله تعداد زیادی کودک و نوزاد جان خود را از دست داده‌اند. صدها نفر نیز مفقود شده‌اند.
گروه‌های امداد و نجات تخمین زده‌اند که ۳۵۰ نفر هنوز در زیر آوارها مانده‌اند. حدود ۱۸۰۰ امدادگر و نیروهای داوطلب در تلاش‌اند تا بازماندگان احتمالی را نجات دهند.
این حادثه ۱۲۵ خانه را نیز ویران کرده است. بر اساس گزارش‌ها، ارتفاع آوار بر روی ساختمان‌های ویران‌شده به ۲۰ متر می‌رسد. امدادگران از دستگاه‌های خاک‌برداری برای نجات زنده‌ماندگان استفاده می‌کنند. همچنین این گروه‌ها از سگ‌ها برای یافتن مردمی که زیر آوار مانده‌اند کمک می‌گیرند. جولیا باریرا سخنگوی دولت گواتمالا گفته است که این گروه‌ها تاکنون موفق شده‌اند جان ۲۶ نفر را نجات دهند. بیش از هزار امدادگر در محل این حادثه با استفاده از سگ‌های زنده‌یاب و دستگاه‌های خاک‌برداری برای نجات زنده‌ماندگان تلاش می‌کنند. یکی از امدادگران به رویترز گفته که احتمال یافتن افراد زنده پس از ۷۲ ساعت چندان زیاد نیست.
خولیو سانچز سخنگوی بخش خدمات اورژانس گواتمالا گفته است ایالات متحده آمریکا و مکزیک به این کشور پیشنهاد کمک داده‌اند اما آنها هنوز این پیشنهادها را نپذیرفته‌اند. به گفته او دولت تا ۷۲ ساعت به عملیات نجات خود در منطقه ادامه می‌دهد.
این منطقه به دلیل قرار گرفتن در انتهای دره و نزدیک رودخانه از مناطق به شدت آسیب پذیر به شمار می‌رود.

## پیشینه
گواتمالا کشوری کوهستانی است در آمریکای مرکزی که حوادث طبیعی مانند بارندگی‌های شدید و توفان تهدیدی برای آن به حساب می‌آیند. فقر شدید هم باعث شده است مردم در مناطق نامناسب زندگی کنند. مقام‌های شهری منطقه پیش از این دربارهٔ ساخت و ساز در منطقه کمبری و خطر بارندگی و ناپایداری زمین در کوه‌پایه‌ها هشدار داده بودند. اما در سال‌های اخیر این روستا گسترش بیشتری پیدا کرده بود و تعداد خانه‌های ساخته شده با بلوک‌های بتونی و چوب ببیشتر شده بود. پیش از این در سال ۲۰۰۵ هم بارندگی شدید به رانش زمین در این کشور منجر شد و صدها نفر از مردم در سانتیاگو آتیتلان زیر آوار ماندند. در آن زمان مقام‌های گواتمالا ناچار شدند به این دلیل که بیرون کشیدن اجساد از زیر آوار غیرممکن بود، منطقه را تبدیل به گورستان کنند.

## سانحه‌ای پیش‌بینی شده
این سانحه پس از چند روز بارندگی مداوم در منطقه‌ای عمدتاً فقیرنشین در حومه گواتمالاسیتی رخ داد. به گفته رسانه‌ها این کشور، از هفت سال پیش مسئولان مقابله با سوانح غیر مترقبه این منطقه را خطرناک خوانده بودند و با پیش‌بینی چنین حادثه‌ای به مقام‌های محلی هشدار داده بودند. کارشناسان هم بارها، از جمله در اواخر سال ۲۰۱۴ با گوشزد کردن چنین خطری خواستار جابه‌جایی ساکنان این منطقه شده بودند. مسئولان اداره مقابله با سوانح غیرمترقبه می‌گویند، در اطراف پایتخت حدود ۳۰۰ هزار نفر در مناطقی خطرناک زندگی می‌کنند و حادثه‌ای مشابه ممکن است هر لحظه این مناطق رخ دهد. اما رئیس این اداره می‌گوید، در حال حاضر هیچ راه حلی برای این موضوع وجود ندارد، زیرا انتقال همه ساکنان «غیرممکن» است.